# Kisfeszültségű áramváltó

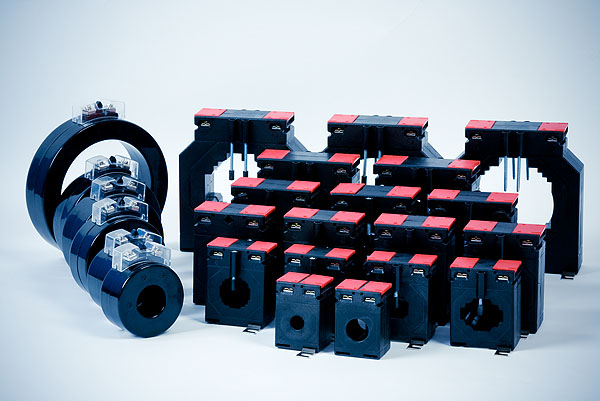
Áramváltócsalád, beltéri kivitel

Áramváltók működési elve

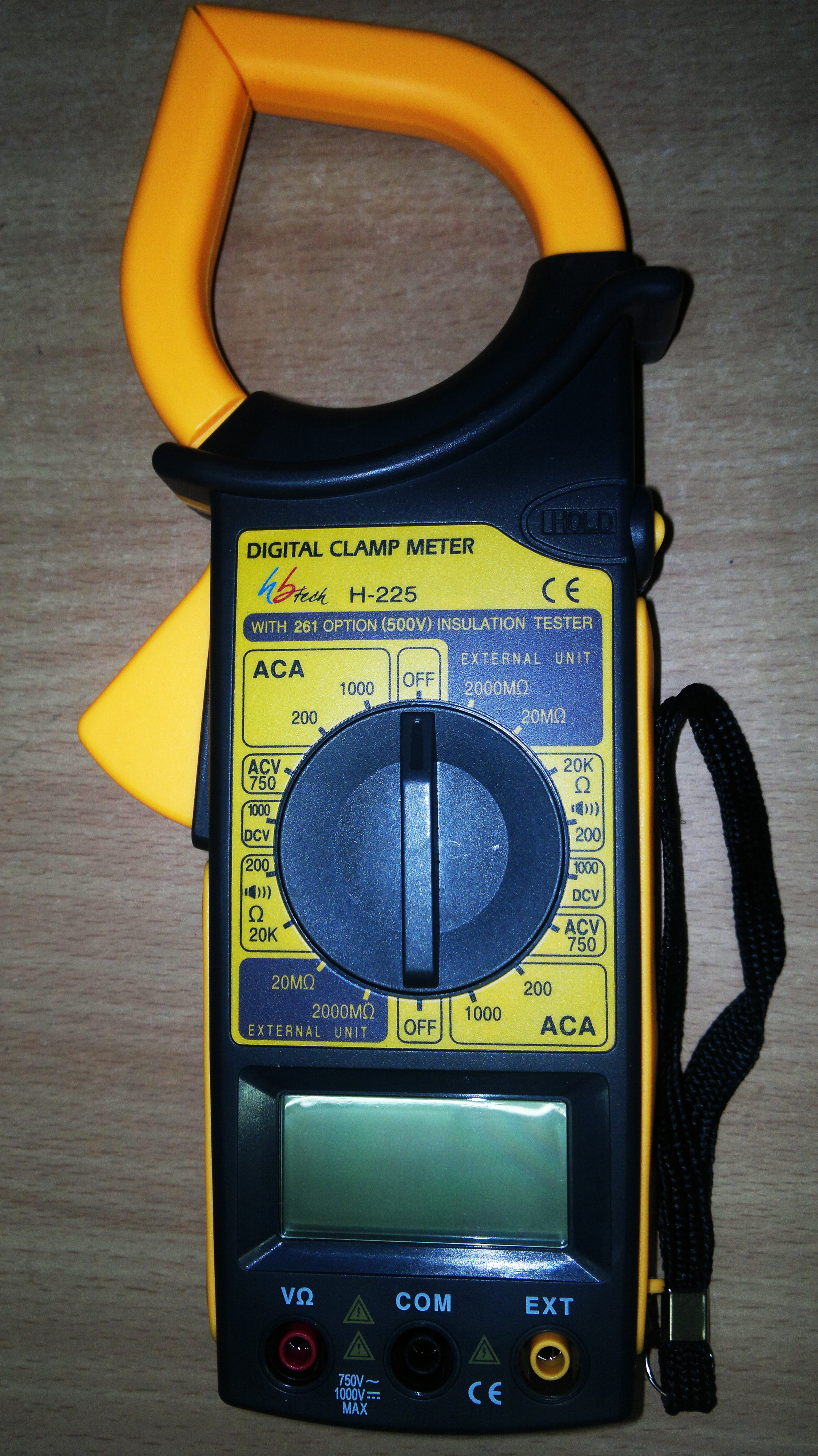
Hordozható multiméter áramváltó egységgel, úgynevezett "lakatfogó"

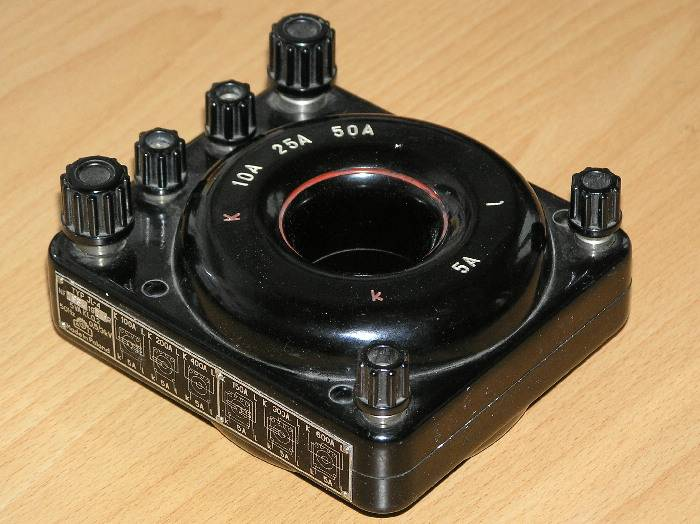
Laboratóriumi áramváltó, könnyen bontható kapcsokkal.

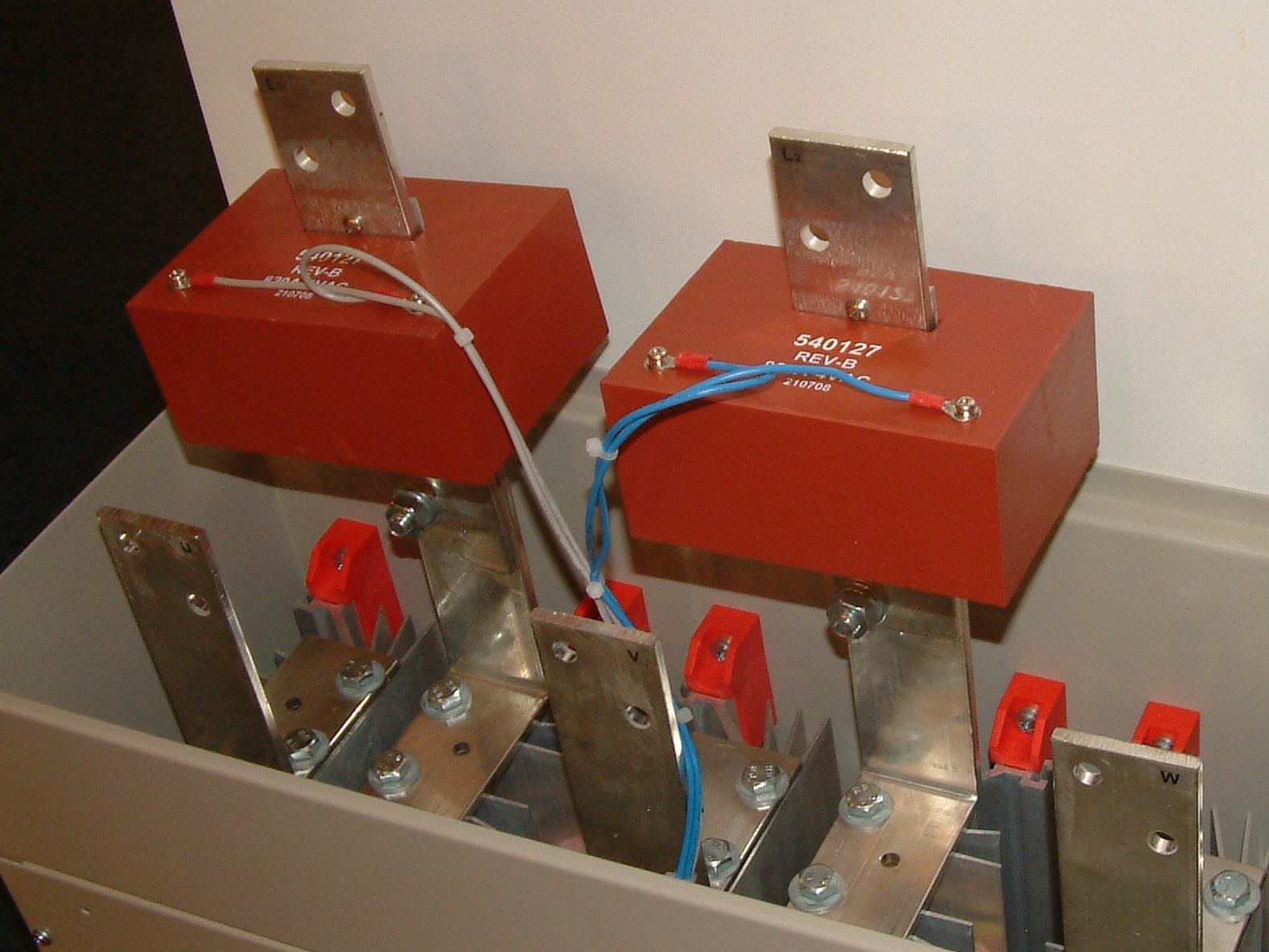
Sínáramváltók

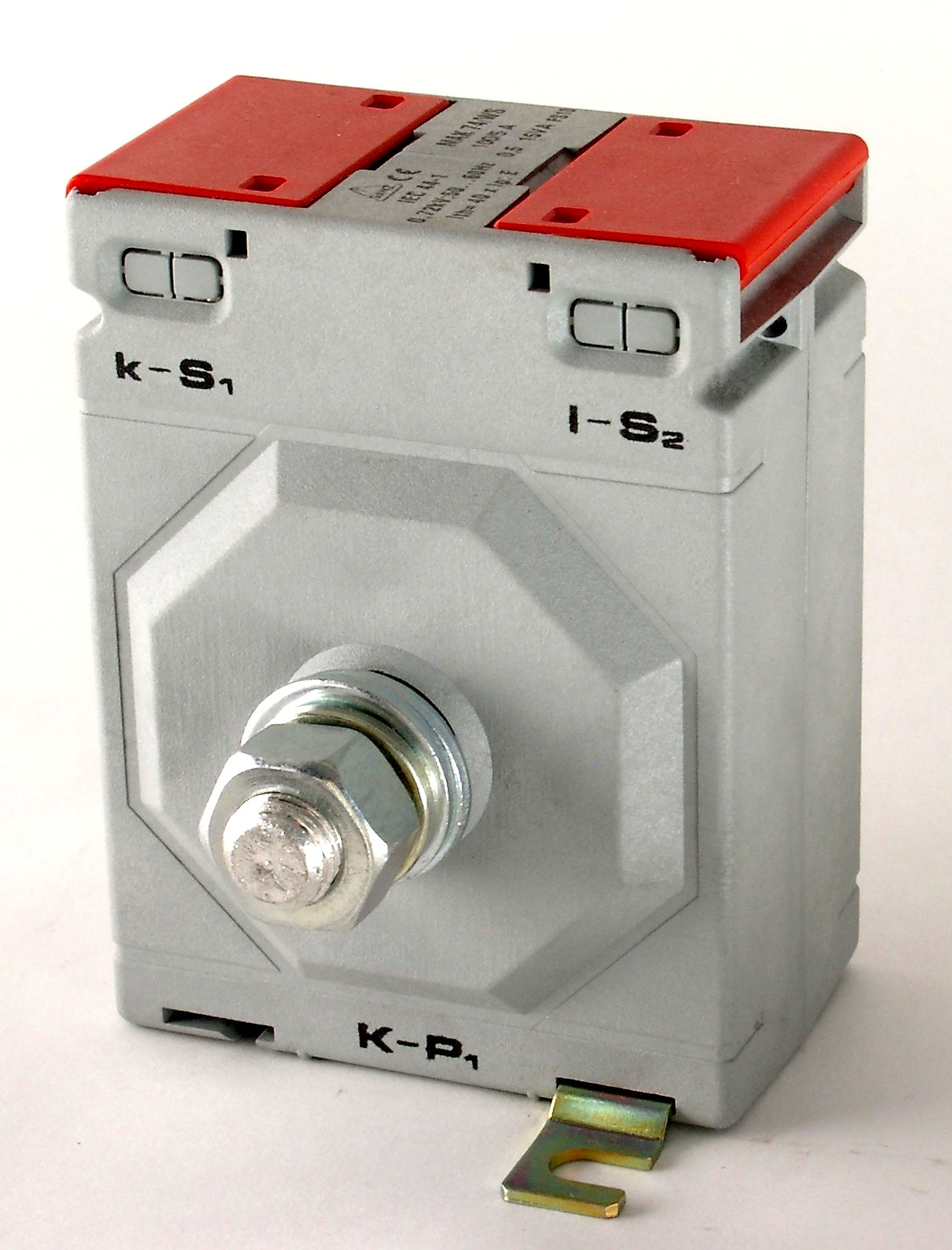
Primer tekercses áramváltó

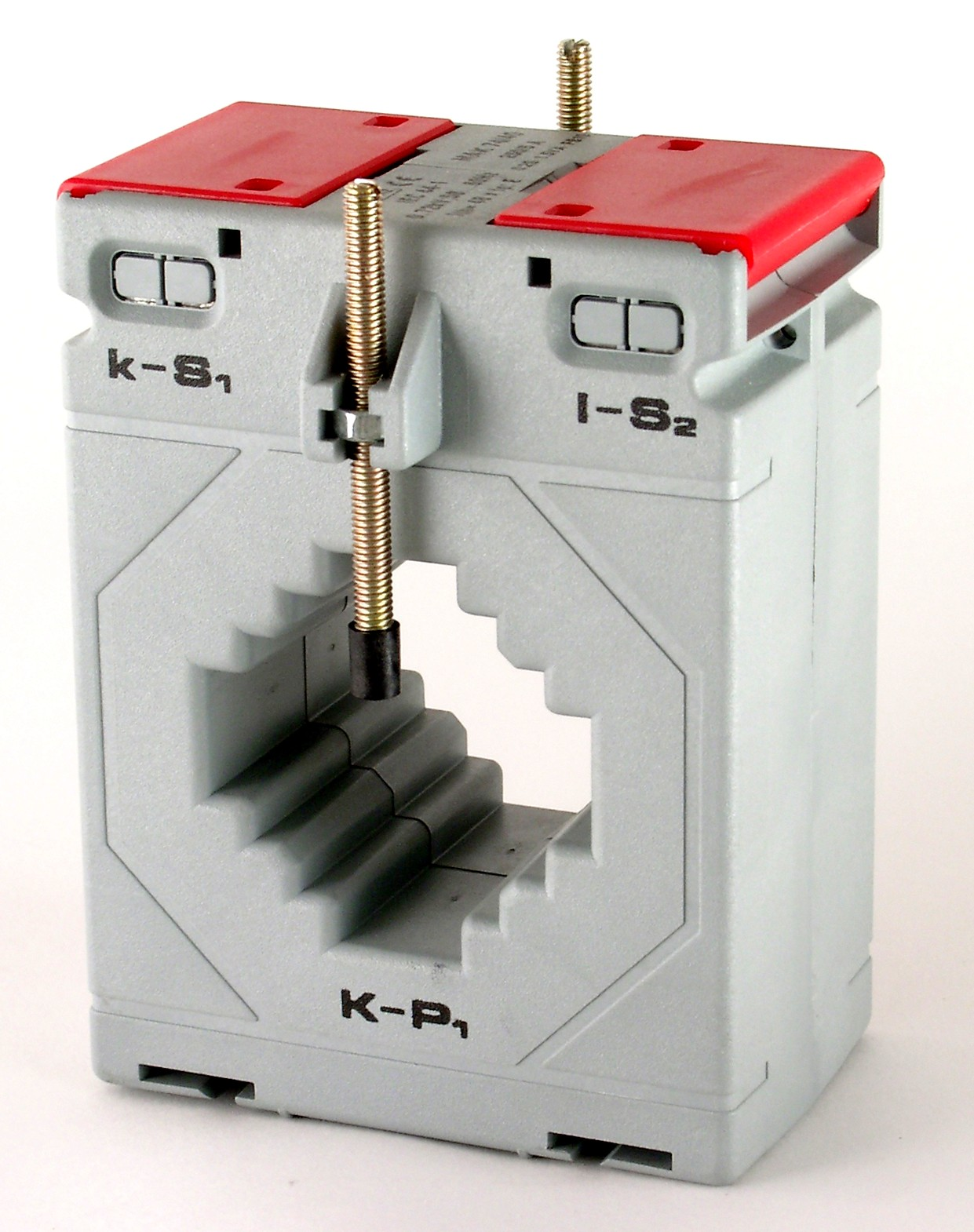
Sínáramváltó

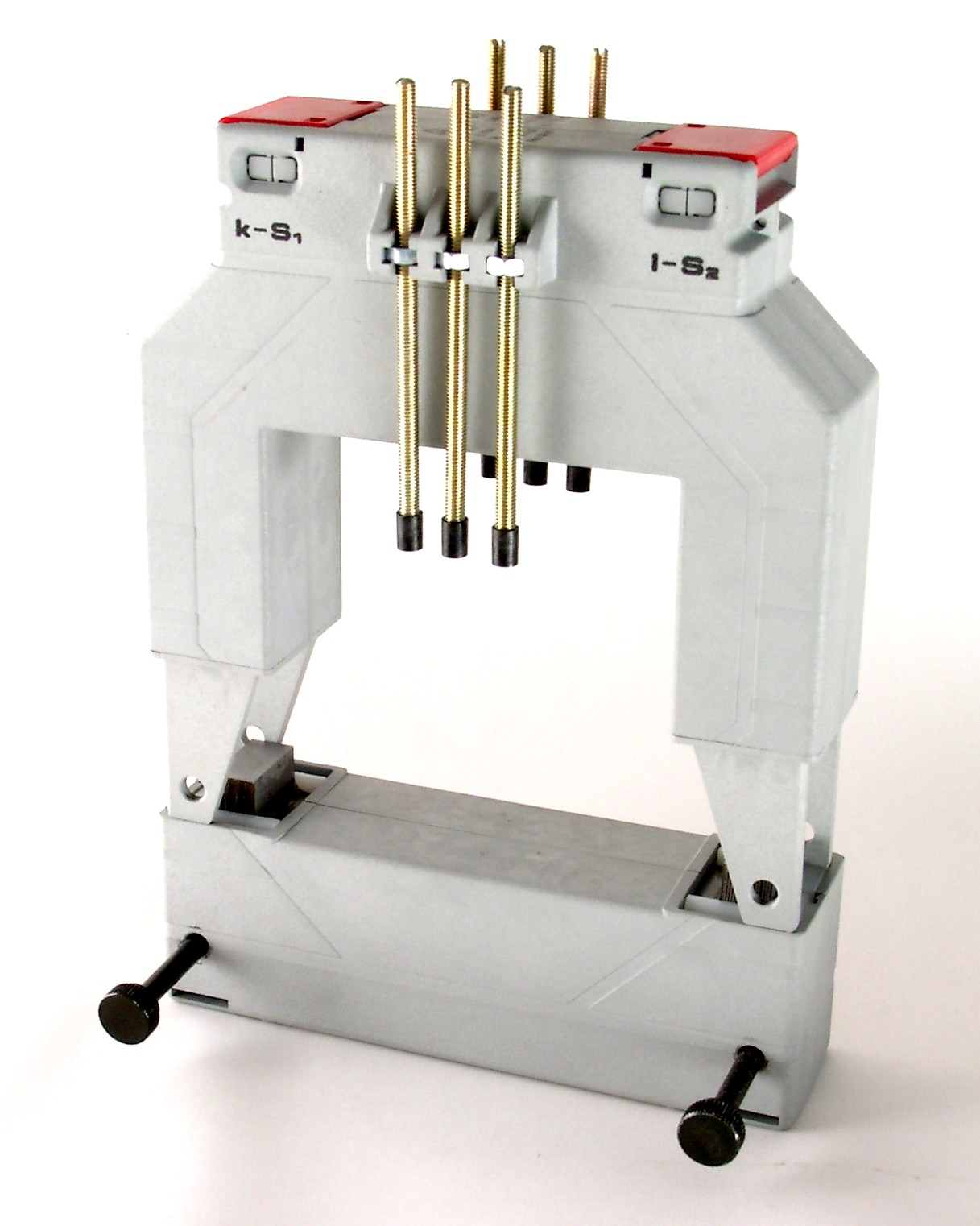
Nyitható sínáramváltó

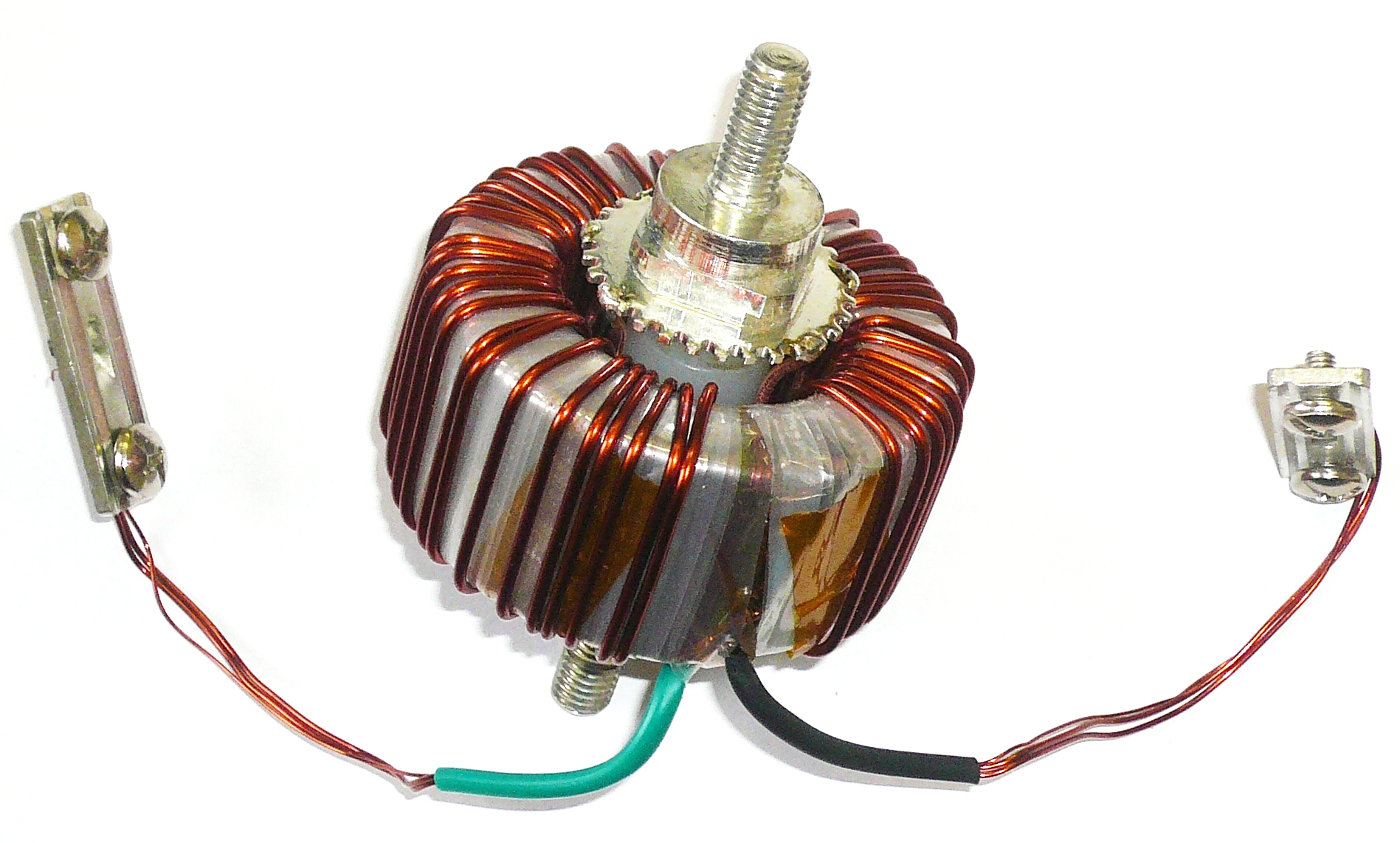
Primeres áramváltó. Minden 8. menet elcsípve és kiforrasztva. Oldalt a jelölt szekunder kivezetések.

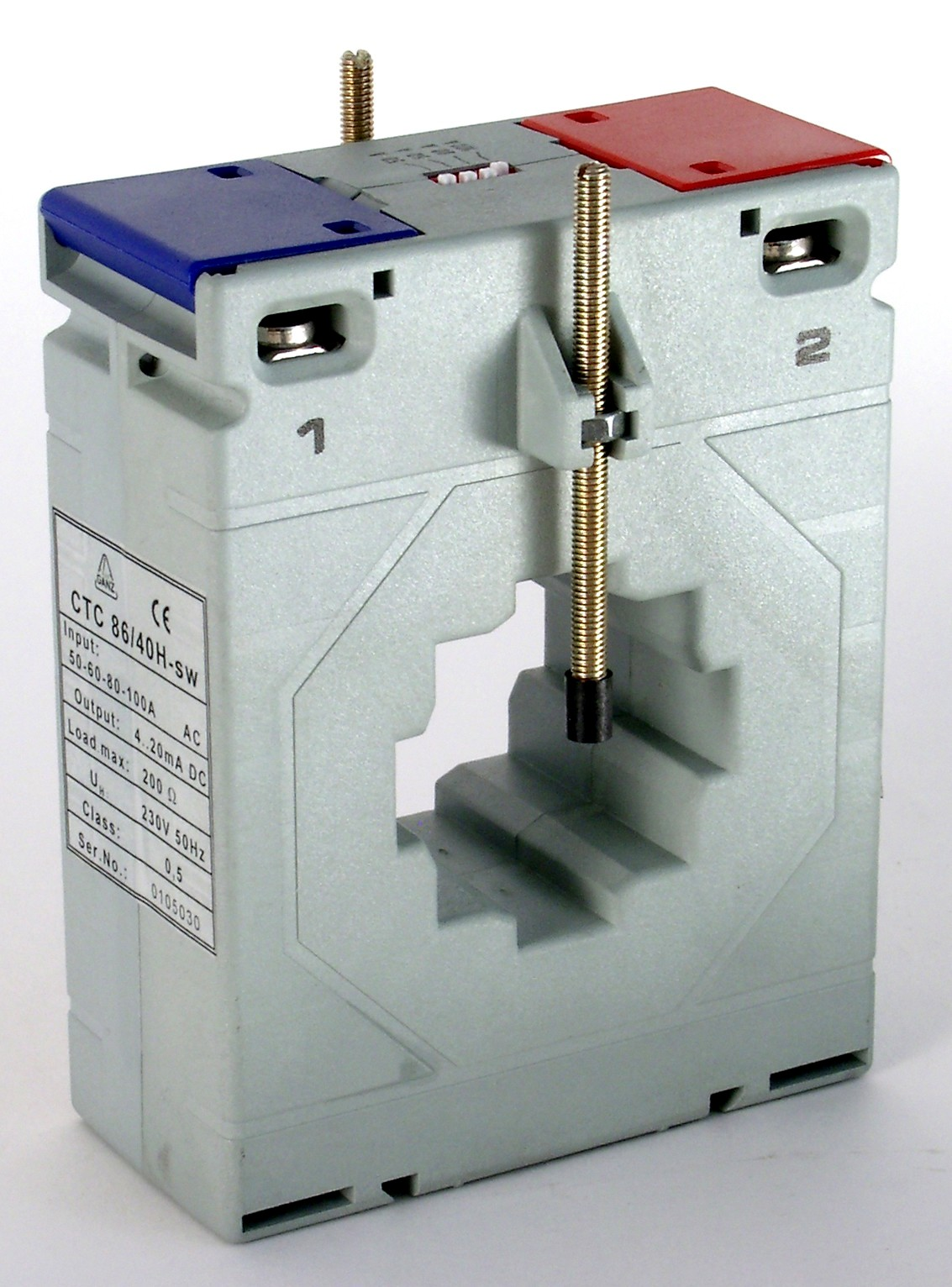
Sínáramváltó távadóval és DIP kapcsolóval

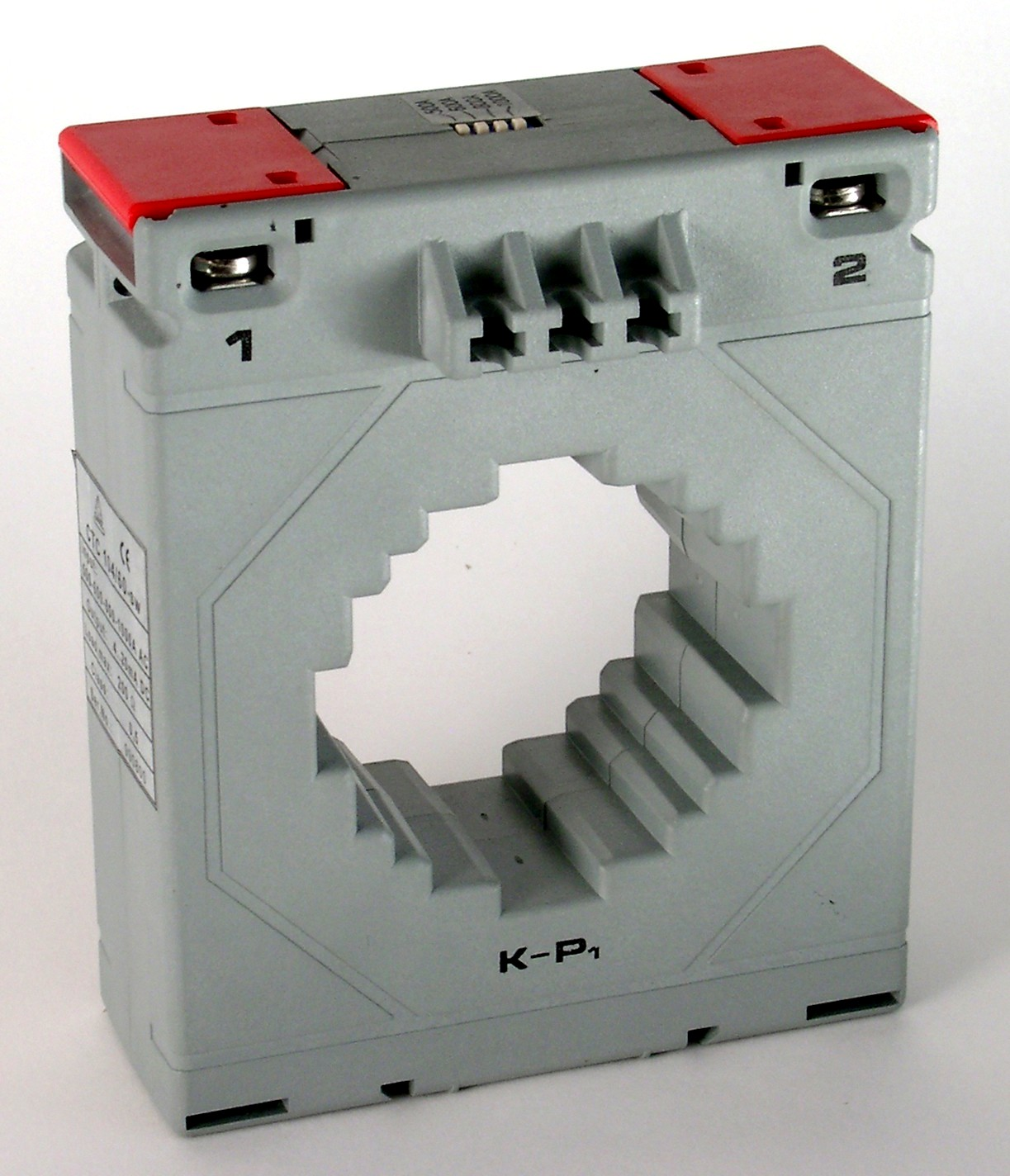
Sínáramváltó távadóval és DIP kapcsolóval

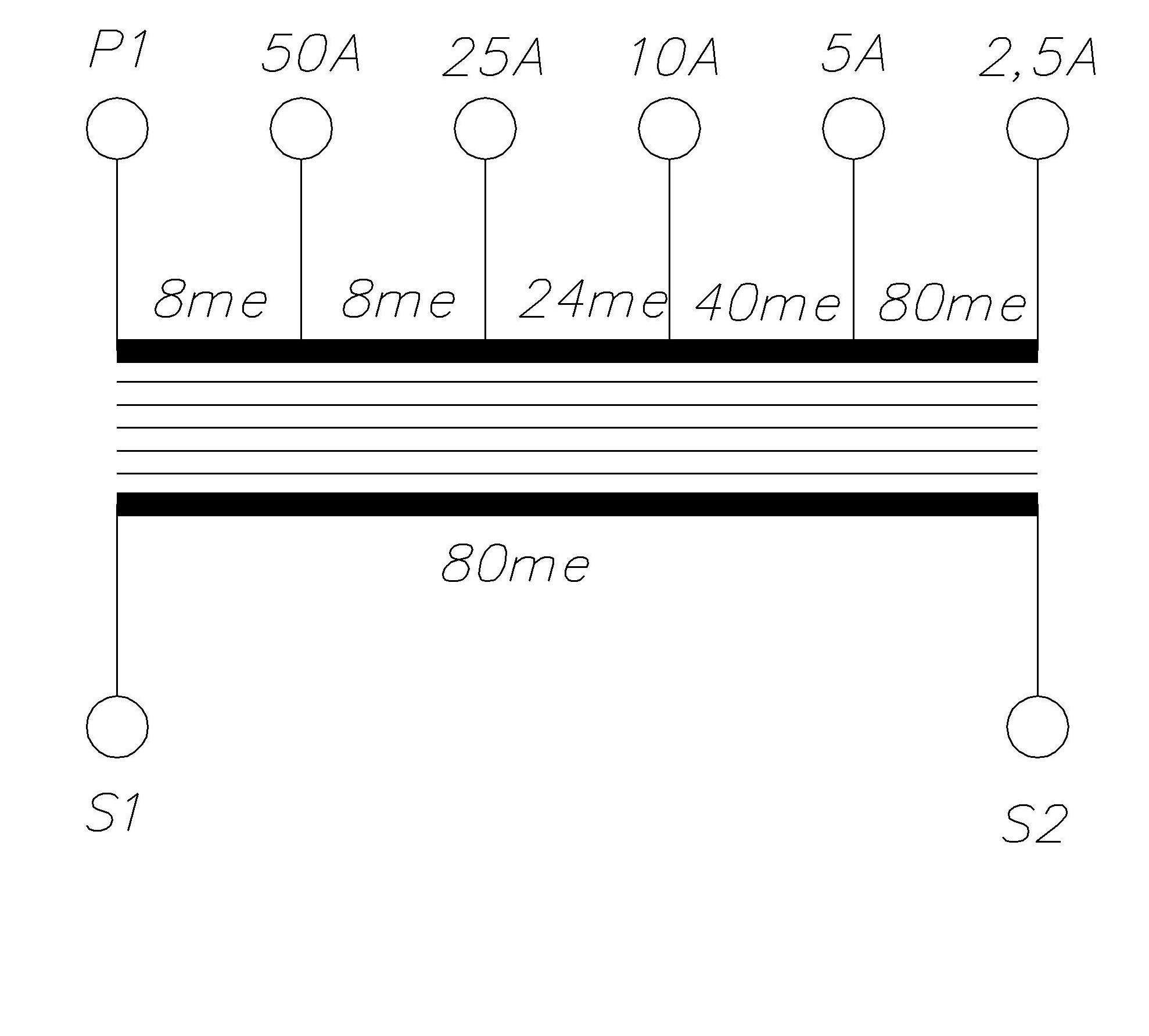
Kombinált áramváltó kapcsolása

A kisfeszültségű áramváltó (angolul current transformer, vagy röviden CT) egy olyan árammérő transzformátor, melynek primer tekercsén folyik át a mérendő elektromos áram, szekunder tekercsét pedig a mérőműszer zárja rövidre. Nagy váltakozó áramok esetén (általában maximum 8000 A–10000 A-ig), vagy ha a mérőműszert galvanikusan le akarják választani a hálózatról, áramváltó közvetítésével mérnek. Amikor az áramkörbe kötött áramváltót nem használják, szekunder kivezetéseit mindig rövidre zárják (ez alól kivételt képeznek az összegző áramváltók).
A kisfeszültségű áramváltók működési elvükben megegyeznek a nagy- és középfeszültségű áramváltókkal, ám azok szigetelése és kialakítása masszív, jellemzően kültéri elhelyezésre alkalmasak.

## Működése
Az áramváltó egy olyan árammérő transzformátor, melynek primer tekercsén folyik át a mérendő áram, szekunder tekercsét pedig a mérőműszer zárja rövidre. Az áramváltó működésének alapja a transzformátor gerjesztési egyenlete. Ha a mérendő áramnak nincs egyenáramú összetevője, akkor érvényes az
{\displaystyle {N_{1}}{I_{1}}+{N_{2}}{I_{2}}={N_{1}}{I_{1,vas}}}
összefüggés, ahol {\displaystyle N_{1}} és {\displaystyle N_{2}} a primer és szekunder menetek száma, {\displaystyle I_{1}} és {\displaystyle I_{2}} a primer és a szekunder áram, {\displaystyle I_{1,vas}} pedig a vasmag üzemi átmágnesezéséhez szükséges primer áram. Ez utóbbi igen kicsi, ha a transzformátor rövidre van zárva. {\displaystyle I_{1,vas}\approx 0}, tehát
{\displaystyle {N_{1}}{I_{1}}+{N_{2}}{I_{2}}\equiv 0}
Ebből következően
{\displaystyle {N_{1}}{I_{1}}\equiv {N_{2}}{I_{2}}}
vagy
{\displaystyle {I_{1} \over I_{2}}\equiv {N_{2} \over N_{1}}}

## Fontos tudnivalók
- Az áramváltó használata során a szekunder kapcsoknak állandóan rövidre zárva kell lenniük. Ha a primer tekercsen áram folyik, és a szekunder rövidre zárást megszakítjuk, {\displaystyle I_{2}=0} lesz, és az egész primer áram csak a vasmagot gerjeszti; rendkívüli indukció keletkezik a vasmagban, rendkívüli, esetleg életveszélyes feszültség a szekunder kapcsok között.
- Ha csak áramerősséget mérünk az áramváltóval, akkor a szekunder csatlakozás tetszés szerinti lehet. Teljesítmény, munka mérésekor ügyelni kell a helyes áramirányra a szekunder oldalakon. Nemzetközi megállapodás szerint P1 és P2 (régebben K és L) a két primer kapocs és S1, S2 (régebben k és l) a két szekunder kapocs. Ha valamely pillanatban az {\displaystyle I_{1}} áram befolyik az P1 kapcson az áramváltóba, akkor az {\displaystyle I_{2}} áram kifolyik az áramváltó S1 kapcsából.
- Az áramváltó vasa, hőkezelés után, már rendkívül érzékeny mindenféle mechanikai feszültségre. A vas tönkretehető mechanikai behatásokkal. Nem megengedhető például mereven szilárduló kiöntőanyag használata kiöntéshez, mert az áramváltó pontosságát nagymértékben rontja.

## Kivitele
- E–I lemezekből összeállított áramváltó,
- U–I lemezekből összeállított áramváltó,
- M lemezekből összeállított áramváltó,
- Toroid transzformátor.

A használat módja szerint:
- szerelvényre rögzíthető,
- nyomtatott áramkörbe ültethető,
- hordozható.

## Fajtái
- Primer tekercses áramváltó. Megegyezik a fentiekben leírtakkal. Különösen ügyelni kell a primer- és szekunder tekercsek megfelelő elszigetelésére. (lásd: próbafeszültség)

Nagyobb áramokhoz az adott menetszámnak megfelelően elcsípik a primer tekercs minden X-edik (kiszámolt) menetét és a meneteket párhuzamosan kötik.
Univerzális kézi műszereknél szokás áramváltót (és csatoló kondenzátort) használni az egymásra szuperponált, egyenáramú és váltakozó áramú összetevők szétválasztására. Ezeket az áramváltókat általában U és I lemezekből összeállított vasmagon, két teljesen egyenértékű tekercseléssel készítik. A tekercsek az U lemez két szárán helyezkednek el oly módon, hogy gerjesztési irányuk megegyezzen. Mivel egymáshoz képest 180°-kal el vannak forgatva, a külső mágneses terek az egyik tekercs gerjesztését erősítik, de ugyanakkor a másikét gyengítik, és így a hatásuk kiegyenlítődik.
- Sínáramváltó. A primer tekercs a mérendő áramot vezető vezeték vagy sín. Ez tulajdonképpen egyetlen menetnek fogható fel. Kis áramok mérésére a kis gerjesztés miatt nem használható. A sínáramváltók kialakítása olyan, hogy a szabványos sínekhez igazodik a belső lyuk mérete.
- Nyitható sínáramváltó. Nagy áramok mérésénél a vezető rézből készült sín. Ha újabb áramváltót szükséges beszerelni a méréshez, a vezető sínt meg kell bontani. A nyitható sínáramváltó egy oldala és vele a benne elhelyezett vasmag szétszerelhető, a sínre feltehető, és összeszerelve a sín megbontása nélkül használható.
- Lakatfogó. Első változatai a Dietze-fogó, ami voltaképpen nyitható vasmagú áramváltó (olló vagy harapófogó módjára nyitható és csukható), a Reich-fogó,[3][4] ami nyitott U alakú lemezekből összerakott villa, melyen a szekunder tekercs kapcsait egy egyenirányítós lengőtekercses műszer zárja rövidre. A lakatfogók nagy előnye, hogy az árammérésnél a vezető megbontása nélkül közvetlenül tudunk áramot mérni.[5] A modern digitális lakatfogókkal az árammérésen kívül váltakozóáramú feszültséget hatásos teljesítményt, meddő teljesítményt, frekvenciát fáziseltolást és teljesítménytényezőt is lehet mérni. Ezek a lakatfogók nem áramváltóként működnek, hanem Hall-effektussal. Ezek a műszerek nem tartoznak ebbe a kategóriába.
- Sínáramváltó távadóval. Az áramtávadók, teljesítmény-távadók, teljesítménytényező távadók bemenete általában egy áramváltó. Kézenfekvő volt, hogy ennek meghajtására ne egy külön áramváltót használjanak, hanem a sínáramváltóba építsenek be egy távadót. A kimenet szabványos egységjel. A szabványos egységjelek: 0–5 V, 1–5 V, 0–10 V, 2–10 V, 4–20 mA, 0–20 mA.
- Sínáramváltó távadóval és beépített kapcsolóval.. Az áramtávadók bemenete általában egy áramváltó. Kézenfekvő volt, hogy ennek meghajtására ne egy külön áramváltót használjanak, hanem a sínáramváltóba építsenek be egy távadót. A kimenet szabványos egységjel. A beépített DIP kapcsoló lehetővé teszi, hogy a névleges primer áramot elektronikusan átkapcsoljuk. (A valóságban nem a primer áram kerül átkapcsolásra, hanem a távadó bemenetének érzékenységét változtatja meg.)
- Összegző áramváltó. Az összegző áramváltó több főáramváltó áramait összegzi. Ha a főáramváltók közül az egyik árammentes, akkor a megfelelő áramkört nem szabad rövidre zárni sem az összegző, sem a főáramváltó oldalán. A főáramváltók szekunder és az összegző áramváltó primer méréshatárainak megegyezőnek kell lennie.
- Védelmi áramváltó. Bizonytalan nagyságú áramcsúcsokat kell érzékelni, melyek kívül esnek az áramváltó 0–100%-án, de a 100% és a védelmi határtényező közé esnek. Értékét a védelmi áramváltó jelölését követő „P” jelzi (például 5P5, 5P10). Szabványos értékei: 5, 10, 15, 20, 30.
- Kombinált áramváltó A kombinált áramváltóknál egy vagy több szekunder tekercselés van általában a szabványos /1 A és/vagy /5 A méréshatárral. A primer tekercselése osztott kivitelű. A P1 primer kapocshoz képest vannak kialakítva az összes méréshatár kapcsai. A számítás módja megegyezik az áramváltókénál leírtakkal. A képen látható áramváltó 400 ampermenet gerjesztéssel van számolva (lásd rajz: Kombinált áramváltó kapcsolási rajza, kép: Kombinált, hordozható áramváltó).

Az áttételi hiba csökkentésére a szekunder tekercsre 2x∅1 mm huzalból 80 menet és 1x∅ 0,63 mm huzalból 79 menet van feltekerve.
A primer tekercs méretezése: A méretezést mindig a legnagyobb áram méréshatárnál kezdik. A 400 ampermenet gerjesztéshez az 50 A-es méréshatárhoz (400 ampermenet/5 A = 8 menet) a számított menetszám. A tekercseléshez használt ∅1,6 mm-es huzal keresztmetszete 2,01 mm². A párhuzamosan kötendő huzalok számát a legnagyobb megengedhető áramsűrűség határozza meg. Ez legyen maximum 5 A/mm². Az 50 A névleges áramhoz így öt párhuzamos szál adódik ki. (Ekkor az áramsűrűség = 50 A / 5 × 2,01 mm² = 50 A / 10,05 mm² = 4,975 A/mm² ≈ 5 A/mm²) Feltekernek 40 menetet, és minden nyolcadik menetnél elcsípve a szálakat párhuzamosan kötik. A 25 A méréshatárhoz 400 /25 A = 16 menet adódna, de mivel már 8 menet benne van az 50 A-es méréshatárhoz, további 8 menet szükséges (mivel ezt a 8 menetet az 50 A és a 25 A kapcsok közé vezetik ki, a csatlakozás viszont a P1 csatlakozóhoz értendő). A valóságban az egyszerűbb tekercselés miatt 80 menetet tekernek fel, és elcsípnek minden nyolcadik menetet, ebből öt huzalt a P1-50 A közé, másik öt huzalt az 50 A–25 A közé vezetik ki. Ezt a logikát folytatva a 10 A-hez 400/10 = 40–8–8=24 menet, az 5 A-hez 400/5 = 80–8–8–24= 40 menet, a 2,5 A-hez 400/2,5 = 160–8–8–24–40=80 menet adódik. A 2,5 A méréshatárnál az összes menet részt vesz a gerjesztésben, míg ennél kisebb méréshatárok esetében csak a P1 és a bekötött méréshatárok közötti részen folyik a mérendő áram, a többi huzal nyitott áramkör, melyen nem folyik áram. Természetesen a menetszámok meghatározása mellett itt is meghatározzák a szükséges keresztmetszetet.
- Egyenáramú áramváltó Egyenáramú áramváltó működése

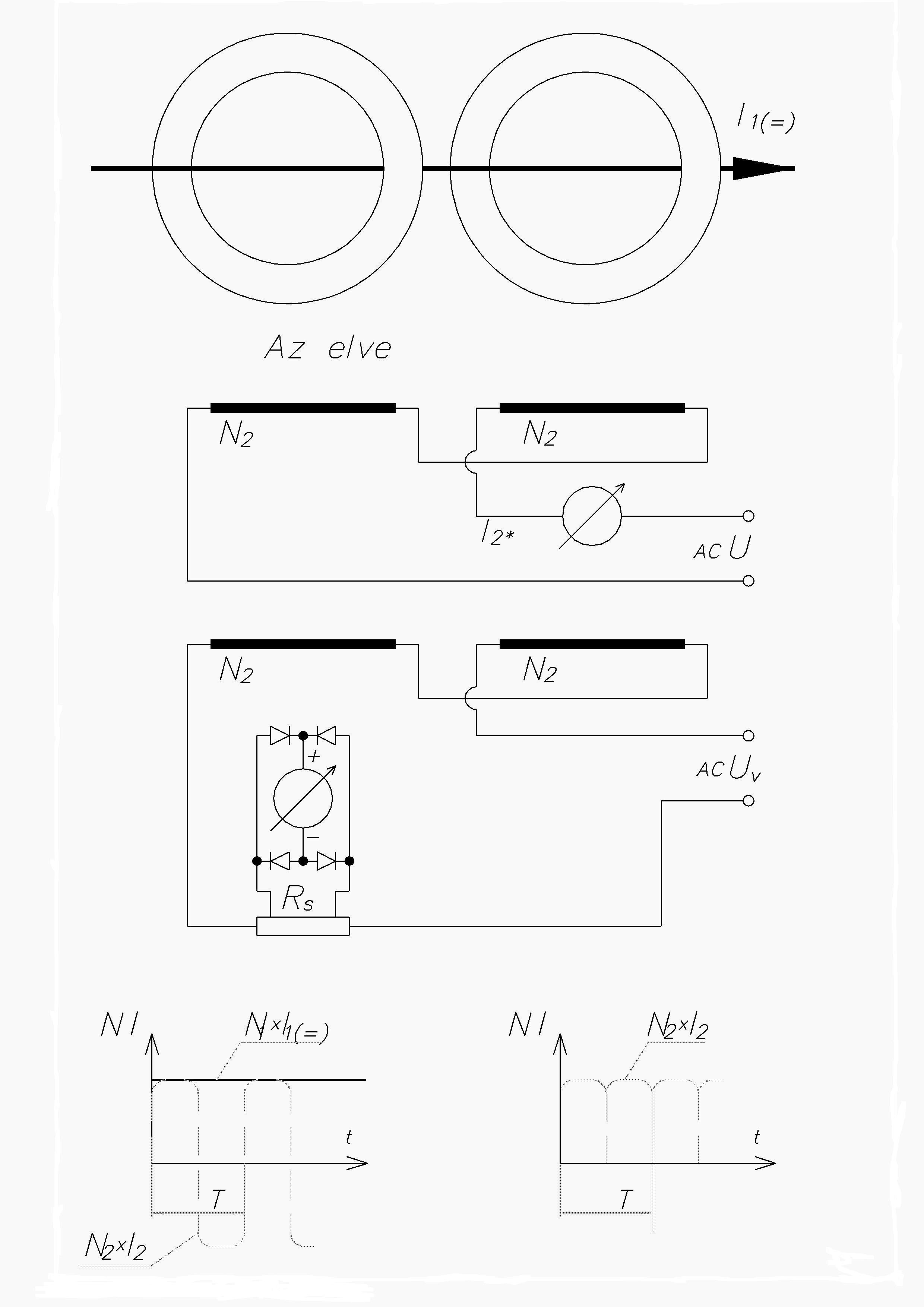
Egyenáramú áramváltó működése

Igen nagy egyenáramok mérésére használható a Krämer-féle egyenáramú áramváltó. A mérendő egyenáram két, egymástól térben elkülönült, és így anyagilag független A és B lemezelt vasmagot, például gyűrűt, sínáramváltó módjára mágnesez. Mindkét vasmagra, a kerület mentén egyenletesen elosztva N2 és N2 azonos menetszámú menet van tekercselve szekunder mérőrendszerként. A két szekunder tekercs sorba van kapcsolva, és az Uv váltakozófeszültségről táplálva; sorba kapcsolásuk olyan, hogy amikor a bennük keringő váltakozó áram az egyik vasmagban ugyanolyan irányban mágnesez, mint az egyenáram, akkor a másik vasmagban a váltakozó áram gerjesztése szembe van fordítva az egyenáram gerjesztésével. Mivel a vasmag anyaga permalloy, mumetal, vagy hasonló anyag, rendkívül csekély gerjesztéssel a vasban mágneses telítettség érhető el. A gerjesztés további növelése gyakorlatilag nem változtatja meg a mágneses indukciót, tehát a gerjesztés (az áram) növelése nincs korlátozva. A vasmagok ezen tulajdonsága miatt a segédáramforrás váltakozó áramát az a vasmag befolyásolja, amelyikben a kétféle, az egyenáramú és a váltakozóáramú gerjesztés éppen egymás ellen működik. Ez a kölcsönhatás azt eredményezheti, hogy erre a vasmagra nézve az egyenáramú és a váltakozóáramú gerjesztés egymást éppen kompenzálja:
{\displaystyle I_{1(=)}={N_{1} \over I_{2}}{N_{2}}=0}
vagy
{\displaystyle I_{1(=)}={N_{2} \over N_{1}}{I_{2}}}
Ez a kompenzálás az {\displaystyle U_{v}} segédfeszültség fél periódusa alatt az egyik, a következő fél periódusa alatt a másik vasmagon következik be. A váltakozó áram derékszögű négyszöghullámú görbével áramlik. Ha ezt a váltakozó áramot kétutasan egyenirányítják, az így keletkező egyenáram igen csekély eltéréssel a mérendő egyenáraméval azonos gerjesztésnek felel meg. Az eltérésnek részben a szerkezet üresjárási árama a magyarázata. Ha {\displaystyle I_{1(=)}=0}, akkor {\displaystyle I_{2}\neq 0}. Valami csekély gerjesztést a segédáramforrás ilyenkor is létesít, de ennek mértéke elhanyagolható.
Ha a vasmag mágnesezési görbéje a permalloytípusnak felel meg, az egyenlet érvényessége nem függ az {\displaystyle U_{v}} segédfeszültségnek sem a nagyságától, sem frekvenciájától. Ez az erőátviteli frekvenciákon korlátlanul igaz addig, míg az áramkörben csak mágnesezésről van szó. Ha a szekunder körben teher is van (ami elkerülhetetlen), ennek teljesítményét a segédáramforrásnak kell fedeznie, amire már a feszültség ingadozása nem teljesen közömbös, ám az ezzel okozott hiba nagysága elhanyagolható.
Az egyenáramú áramváltó mérőképessége a segédfeszültség működőképességéhez van kötve. Ennek előnye: nem terheli a mérendő kört, de hátránya is, mert a mérés biztonsága így csökken. Mivel igen nagy áramerősségek mérésére használják, mégis szinte nélkülözhetetlen, mivel az ilyen nagy egyenáramok közelsége a közönséges lengőtekercses műszert mágnesesen zavarná, másrészt hagyományos módon sönttel mérve a felvett teljesítménye is rendkívüli: például 50 000 A és 60 mV esetén 3 kW.

## Az áramváltó fontosabb paraméterei

### Névleges primer áram
A mért áramkör legnagyobb tartós áramának figyelembe vételével kell kiválasztani. Az áramváltókat a névleges áram 20%-a és 100%-a között célszerű használni. A primer áram általában 1–2,5–5–7,5–10–12,5–15–20–25–30–40–50–60–75–80 A, és ezek tízes számú többszörösei, vagy hányadai.

### Névleges szekunder áram
A szokásos áram: 5 A vagy 1 A (a terhelés bemenetének megfelelően). Különálló áramváltóknál ez a legelterjedtebb. Műszerekbe épített áramváltóknál, laboratóriumi váltóknál szokásos ennél több, ettől eltérő szekunder alkalmazása.

### Pontossági osztály
A pontossági osztály meghatározza az áramváltó legnagyobb áttételi hibáját (százalékban), valamint a szöghibáját (crad-ban) a névleges primer áram és névleges terhelés figyelembe vételével.
- A szabványos pontossági osztályok:
  - méréshez: 0,2, 0,2s, 0,5, 0,5s, 1, 3,
  - védelemhez: 5P, 10P.

|      | 1%     | 5%     | 20%    | 50% | 100%  | 120%  |
| ---- | ------ | ------ | ------ | --- | ----- | ----- |
| 0,2s | ±0,75% | ±0,35% | ±0,2%  | -   | ±0,2% | ±0,2% |
| 0,2  | -      | ±0,75% | ±0,35% | -   | ±0,2% | ±0,2% |
| 0,5s | ±1,5%  | ±0,75% | ±0,5%  | -   | ±0,5% | ±0,5% |
| 0,5  | -      | ±1,5   | ±0,75  | -   | ±0,5% | ±0,5% |
| 1    | -      | ±3%    | ±1,5%  | -   | ±1%   | ±1%   |
| 3    | -      | -      | -      | ±3% | -     | ±3%   |

|      | 1%   | 5%    | 20%   | 100%      | 120% |
| ---- | ---- | ----- | ----- | --------- | ---- |
| 0,2s | ±0,9 | ±0,45 | ±0,3  | ±0,3      | ±0,3 |
| 0,2  | -    | ±0,9  | ±0,45 | ±0,3      | ±0,3 |
| 0,5s | ±2,7 | ±1,35 | ±0,9  | ±0,9      | ±0,9 |
| 0,5  | -    | ±2,7  | ±1,35 | ±0,9      | ±0,9 |
| 1    | -    | ±5,4  | ±2,7  | ±1,8      | ±1,8 |
| 3    |      | nem   | kell  | vizsgálni |      |

### Névleges terhelhetőség
Névleges terhelhetőség az a VA-ben (voltamperben) megadott legnagyobb teljesítmény, amelyet az áramváltó képes szolgáltatni bizonyos pontossági osztályban. A mérőkör teljesítménye a készülék (például műszer) fogyasztásának (VA) és a csatlakozóvezeték veszteségének összege. Az áramváltónak legalább ekkora, a kívánt pontossági osztályhoz tartozó névleges teljesítménnyel kell rendelkeznie. Ajánlatos, hogy a mérőkör teljesítményigénye az áramváltó teljesítményének 25–100%-a között legyen.
A bekötő vezeték és a műszerek teljesítményfelvétele VA-ben:
|            | 1 m   | 2 m   | 4 m   | 6 m   | 8 m   | 10 m | 15 m  | 20 m | 30 m | 40 m | 50 m |
| ---------- | ----- | ----- | ----- | ----- | ----- | ---- | ----- | ---- | ---- | ---- | ---- |
| 2×0,5 mm²  | 0,074 | 0,15  | 0,30  | 0,44  | 0,59  | 0,74 | 1,11  | 1,48 | 2,22 | 2,96 | 3,70 |
| 2×0,75 mm² | 0,049 | 0,10  | 0,20  | 0,29  | 0,39  | 0,49 | 0,74  | 0,98 | 1,47 | 1,96 | 2,45 |
| 2×1 mm²    | 0,037 | 0,07  | 0,15  | 0,22  | 0,30  | 0,37 | 0,56  | 0,74 | 1,11 | 1,48 | 1,85 |
| 2×1,5 mm²  | 0,025 | 0,05  | 0,10  | 0,15  | 0,20  | 0,25 | 0,38  | 0,50 | 0,75 | 1,00 | 1,25 |
| 2×2,5 mm²  | 0,015 | 0,03  | 0,06  | 0,09  | 0,12  | 0,15 | 0,23  | 0,30 | 0,45 | 0,60 | 0,75 |
| 2×4 mm²    | 0,009 | 0,02  | 0,04  | 0,05  | 0,07  | 0,09 | 0,14  | 0,18 | 0,27 | 0,36 | 0,45 |
| 2×6 mm²    | 0,003 | 0,006 | 0,012 | 0,018 | 0,024 | 0,03 | 0,045 | 0,06 | 0,09 | 0,12 | 0,15 |

|            | 1 m   | 2 m  | 4 m  | 6 m   | 8 m  | 10 m | 15 m | 20 m |
| ---------- | ----- | ---- | ---- | ----- | ---- | ---- | ---- | ---- |
| 2×0,5 mm²  | 1,837 | 3,67 | 7,35 | 11,02 | –    | –    | –    | –    |
| 2×0,75 mm² | 1,235 | 2,47 | 4,94 | 7,41  | 9,88 | –    | –    | –    |
| 2×1 mm²    | 0,918 | 1,84 | 3,67 | 5,51  | 7,34 | 9,18 | –    | –    |
| 2×1,5 mm²  | 0,613 | 1,23 | 2,45 | 3,68  | 4,90 | 6,13 | 9,20 | –    |
| 2×2,5 mm²  | 0,368 | 0,74 | 1,47 | 2,21  | 2,94 | 3,68 | 5,52 | 7,36 |
| 2×4 mm²    | 0,233 | 0,47 | 0,93 | 1,40  | 1,86 | 2,33 | 3,50 | 4,66 |
| 2×6 mm²    | 0,149 | 0,30 | 0,60 | 0,89  | 1,19 | 1,49 | 2,23 | 2,98 |

|                                         | Fogyasztás VA |
| --------------------------------------- | ------------- |
| Lágyvasas műszer                        | max. 0,5 VA   |
| Egyenirányítós lengőtekercses műszer    | max. 0,3 VA   |
| Ikerfémes műszer                        | max. 3 VA     |
| Ferrodinamikus teljesítménymérő         | max. 5 VA/ág  |
| Ferrodinamikus teljesítménytényező-mérő | max. 12 VA    |
| Ikerfémes műszer + lágyvasas műszer     | max. 3,5 VA   |
| Elektrodinamikus teljesítménymérő       | max. 0,5 VA   |

### Üzemi feszültség
Az üzemi feszültség az a legnagyobb hálózati feszültség, melyhez az áramváltó még csatlakoztatható. Kisfeszültségű áramváltóknál a primer feszültség maximum 720 V lehet. Ez a feszültség a távvezetékek kivételével mindenhol elegendő.

### Névleges termikus határáram

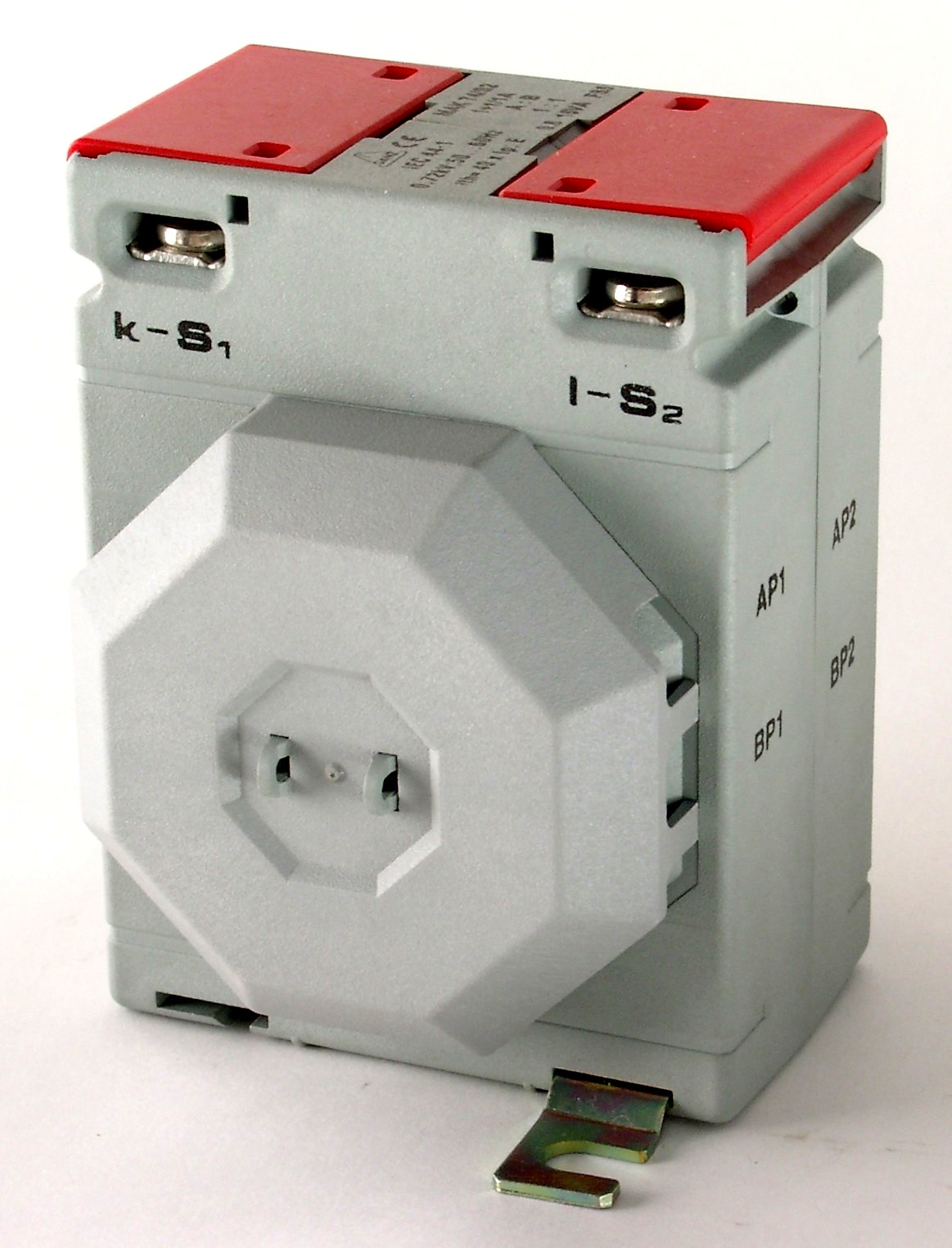
Összegző áramváltó

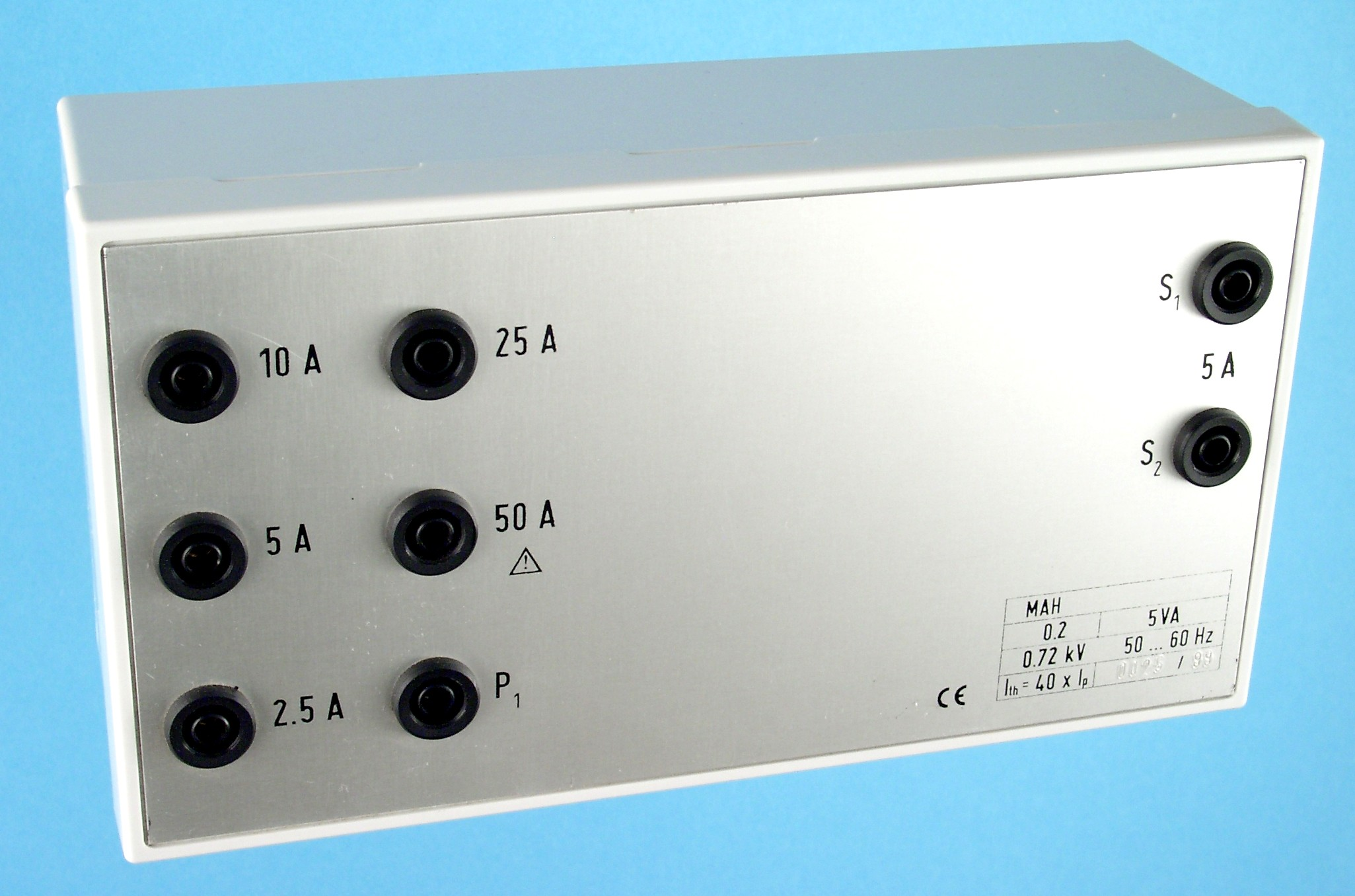
Kombinált, hordozható áramváltó

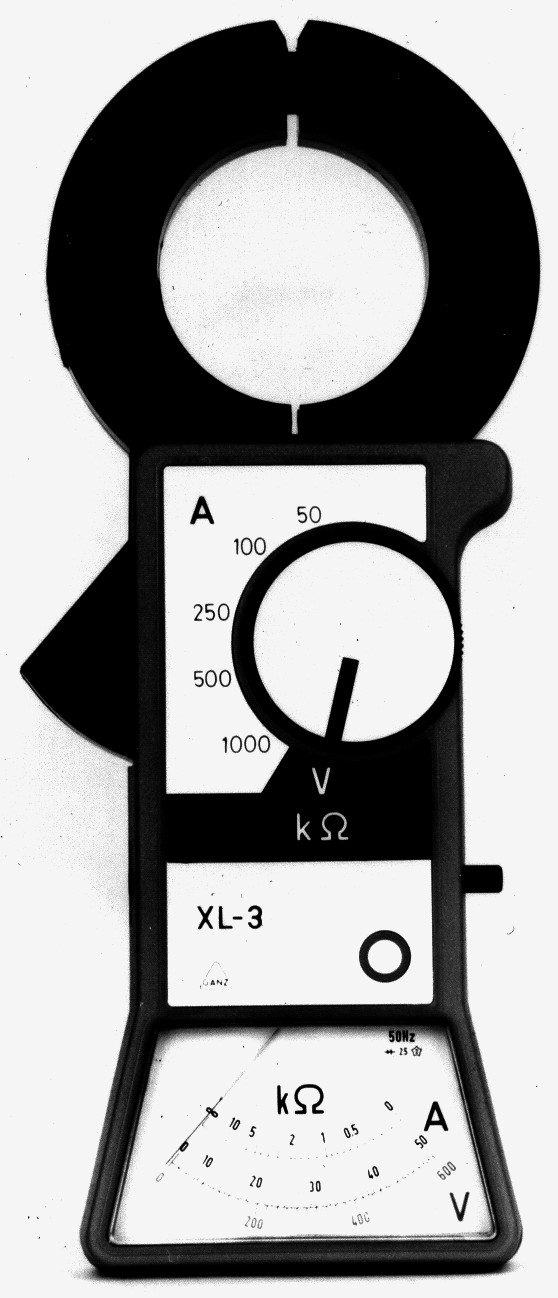
Reich-féle áramváltó modernebb kivitelben

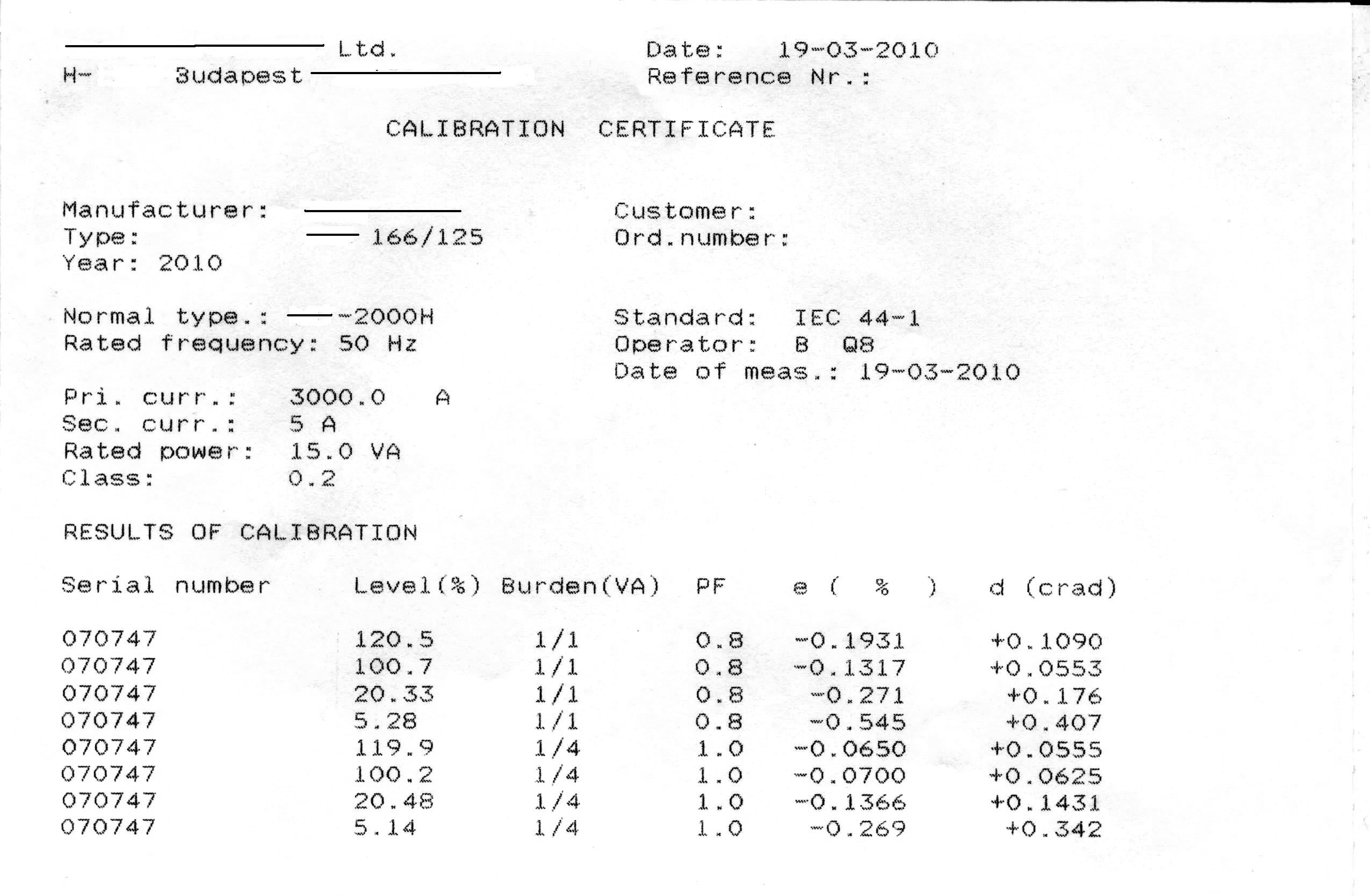
Számítógépes mérési jegyzőkönyv

Jele: Ith. A névleges termikus határáramot (primer áram) az áramváltónak 1 percig kell kibírnia károsodás nélkül. Például ha Ith = 40, IN = 100 A, akkor 4000 A-t kell kibírnia. Ez a vizsgálat csak típusvizsgálat része. A keresztmetszetek és az áramok figyelembevételével csak számolni szükséges.
Értéke általában:
- Primer tekercses kivitelnél = 40×IN
- Sínre húzható kivitelnél = 60×IN

Ekkor a megengedhető legnagyobb áramsűrűség
- réz esetén: 180 A/mm²,
- alumínium esetén: 118 A/mm².

Ezekkel az áramsűrűségekkel a túlmelegedés kb. 180°C. Természetesen a szekunder tekercsben sem lehet ennél nagyobb áramsűrűséget megengedni.

### Dinamikus határáram
Jele: Idyn. A dinamikus határáramot az áramváltó mechanikai sérülés nélkül kibírja. Ez elvben az áram első amplitúdója.
Értéke általában Idyn = 2,5×IN, mely a gyártó és a megrendelő megállapodásán múlik.

### Tartós túlterhelés
Tartós túlterhelés, az a legnagyobb primer áram, mellyel az áramváltó még folyamatosan terhelhető a megadott hibahatáron belül, károsodás nélkül.
Értéke általában Imax. = 1,2 × IN(primer).

### Névleges műszerbiztonsági határtényező
Jele: FS. Meghatározza azt a legnagyobb primer áramot, ahol a vas telítésbe megy, azaz a szekunder áram nem növekszik a primer áramnak megfelelően. Ez az érték a névleges terhelhetőséghez van beállítva, és fordítottan arányos az áramváltó terhelésével. Az áramváltóról táplált készülék (műszer) nagyobb biztonságban van, ha ez a tényező kisebb. Szokásos értéke: 5, esetleg 10.

### Működési frekvencia
A normál hálózatoknak megfelelően értéke általában 50...60 Hz.

### Hőállósági osztály
Meghatározza azt a hőmérsékletet, amely sem mechanikailag, sem elektromosan nem károsítja az áramváltót. Az áramváltó üzemi hőmérséklete a legmagasabb környezeti hőmérséklete és a legnagyobb melegedés összege.
- Műanyagházas áramváltók szokásos hőállósági osztálya: „A” (105 °C)
- Műgyantaházas áramváltók szokásos hőállósági osztálya: „A” (105 °C) vagy „B” (130 °C)

### Próbafeszültség
Primer tekercses áramváltóknál a primer és a szekunder kapcsok között, valamint valamennyi kivitel típusvizsgálatánál (a külső részek alumíniumfóliába tekerése után) az alumíniumfólia és a kapcsok között 4 kVeff 50 Hz, 1 perc, szinuszos feszültséggel kell vizsgálni.

### Plombálhatóság
Azokat az áramváltókat, melyek alapján számlázás történik, illetéktelen hozzáférés ellen biztosítani kell. A műszerkapcsokat úgy alakítják ki, hogy bekötés után a kapcsokhoz a plomba eltávolítása nélkül ne lehessen hozzáférni.

## Az áramváltó hibái
Mint a legtöbb villamos mérőeszköz, teljesítményt vesz le a mért áramkörből, akkor használható, ha ez a terhelés a megengedett hibahatáron belül van. Amennyiben terhelés nem engedhető meg, más – például térerő mérésen alapuló – mérőeszközzel kell kiváltani. A mérés teljesítményszükséglete az {\displaystyle I^{2}R} képlettel számítható, ahol {\displaystyle I} a mérőkörben folyó áram, {\displaystyle R} pedig a mérőkör ellenállása (a szekunder tekercs, bekötő vezeték, és a mérőműszer ellenállásának összege).

### Áttételi hiba
Az áramváltónak mindig van áttételi hibája. Az árammérő transzformátor szekunder kapcsai a terhelő eszközzel (mérőműszerrel) majdnem rövidre vannak zárva. A szekunder {\displaystyle I_{2}} áram a transzformátor szekunder tekercsében {\displaystyle {I_{2}}{R_{2}}} ohmos és {\displaystyle {I_{2}}{X_{2}}} induktív feszültségesést okoz. A terhelő kör impedanciája {\displaystyle Z_{2}}, a transzformátor szekunder kapocsfeszültsége {\displaystyle U_{2}={I_{2}}{Z_{2}}}. Ha ezt vektorosan hozzáadjuk a belső feszültségesésekhez, kapjuk az indukált feszültséget.
Abszolút rövidre záráskor az áramváltó áttételi hibája negatív. Ha a terhelő kör impedanciáját nulláról megnöveljük, az áttételi hiba negatív irányba eltolódik. Az eltolódás mértéke függ a terhelési fázisszögtől. A terhelő impedancia változásával változnak a gerjesztési viszonyok, és ezzel az áttételi hiba.
Javítása:
Az elméletileg számított menetszámon nem lehet változtatni, mivel nem egész számú menetet nem lehet feltekerni. A szekunder tekercset két (vagy több) huzallal tekerve, a huzalátmérők helyes megválasztásával, az egyik huzalból egy menettel kevesebbet tekernek fel. Így az ezen a huzalon folyó áram kisebb gerjesztést ad, mint ami a rajta folyó áramból következne.

### Szöghiba
Az áramváltónak mindig van szöghibája. Az árammérő transzformátor szekunder kapcsai a terhelő eszközzel (mérőműszerrel) majdnem rövidre vannak zárva. A szekunder {\displaystyle I_{2}} áram a transzformátor szekunder tekercsében {\displaystyle {I_{2}}{R_{2}}} ohmos és {\displaystyle {I_{2}}{X_{2}}} induktív feszültségesést okoz. A terhelő kör impedanciája {\displaystyle Z_{2}}, a transzformátor szekunder kapocsfeszültsége {\displaystyle U_{2}={I_{2}}{Z_{2}}}. Ha ezt vektorosan hozzáadjuk a belső feszültségesésekhez, kapjuk az indukált feszültséget.
Abszolút rövidre záráskor az áramváltó szöghibája pozitív. Ha a terhelő kör impedanciáját nulláról megnöveljük, a szöghiba negatív irányba eltolódik. Az eltolódás mértéke függ a terhelési fázisszögtől. A terhelő impedancia változásával változnak a gerjesztési viszonyok, és ezzel a szöghiba.

### Kivezetések felcserélve
Áram mérésénél nem okoz problémát. Teljesítmény vagy munka mérésekor (különösen több áramváltó használata esetén), figyelembe véve az energiaáramlás irányát, fordított (tehát fogyasztás helyett termelésnek megfelelő előjellel) áramot ad a feldolgozó eszközre (műszerre). Ez a mérést teljesen meghamisítja.
Javítása:
- Ismert áramváltóval (ami hasonló vagy közel azonos primer és szekunder értékű) a primer tekercseket ugyanarra a hálózatra sorba bekötjük, és a szekunder tekercsek közé bekötünk egy ampermérő egyik ágát, míg másik ága lesz az áramváltókat terhelő műszerek közös pontja. Helyes kivezetés esetén a közös rövidre záró ágba kötött ampermérő a két szekunder áram különbségét mutatja, míg helytelen kivezetés esetén a két áram összegét.
- Wattmérővel: a feszültségi tekercsét közvetlenül tápláljuk, áramtekercsét egyszer közvetlenül, máskor áramváltón keresztül kapcsoljuk a mérendő körbe. Ha mindkét esetben azonos irányú a kitérés, a kivezetések jelölése megfelelő, ellenkező esetben fel vannak cserélve.

### Vezeték helyzetéből adódó hiba
Jól megtervezett áramváltó nem kényes a mérendő vezeték helyzetére. Egyes áramváltóknál előfordulhat, hogy a nem kellően elosztott szekunder tekercselés miatt kényessé válik a vezeték elhelyezkedésére. A szekunder tekercselést a lehető legnagyobb kerület mentén egyenletesen elosztva a hiba elhárítható.

## Számítógépes minőség-ellenőrzés
A BME által kifejlesztett berendezéssel történik. Témavezető dr. Zoltán István docens. A berendezés az OMH, Ganz Műszer Művek és az ELMŰ részére lett kifejlesztve. A berendezés a gyártási számmal megegyező műbizonylatot készít, melyen a pontossági osztálynak megfelelő tényleges áttételi hibát és szöghibát a névleges áram vizsgálandó pontjain számszerűsíti.
| A berendezés projektje                                         | A berendezés projektje | A berendezés projektje |
| Projekt címe                                                   | Megbízó                | Időszak                |
| -------------------------------------------------------------- | ---------------------- | ---------------------- |
| Áramváltó kalibráló műszer kifejlesztése                       | OMH                    | 1993                   |
| Teljesítményszabályzó és normál áramváltó kifejlesztése        | OMH                    | 1994                   |
| Számítógépes mérőrendszer áramváltók gyártásközi ellenőrzésére | GANZ                   | 1994–1995              |
| Számítógépes mérőrendszer áramváltók kalibrálására             | ELMŰ                   | 1994–1995              |

## A vonatkozó szabványok
- MSZ EN 60044-1
- EN-50081-1
- EN 50082-1
- EN 60044-6
- BS-3938
- DIN 42600